# Signiphora frequentior
Signiphora frequentior är en stekelart som först beskrevs av Geoffrey John Kerrich 1953.
Signiphora frequentior ingår i släktet Signiphora och familjen långklubbsteklar. Inga underarter finns listade i Catalogue of Life.